# Longs Peak
Longs Peak is een hoge, prominent aanwezige berg in het noorden van de Front Range van de Rocky Mountains in de Amerikaanse staat Colorado. Longs Peak, 4346 m hoog, ligt in het Rocky Mountain National Park en is de hoogste berg in dit park, 15,5 km ten zuidwesten van Estes Park. Hij is genoemd naar Stephen Harriman Long, een ontdekkingsreiziger in dienst van het Amerikaans leger.
Longs Peak heeft een topografische prominentie van 2700 m ten opzichte van de Great Plains. De gemakkelijkste route naar de top is niet "technisch" tijdens de zomer. Hij werd waarschijnlijk voor het eerst beklommen door leden van precolumbiaanse volkeren om arendsveren te bemachtigen. De eerste gedocumenteerde beklimming van de berg gebeurde door leden van een groep onder leiding van John Wesley Powell. De top is via verscheidene uitgestippelde routes te bereiken. En ieder jaar zijn er dode bergbeklimmers te betreuren.
Op 3900 m hoogte ligt de Mills Glacier, de enige gletsjer op Longs Peak. Daarmee is Longs Peak een van minder dan 50 bergen met een gletsjer in Colorado.